# Christopher Sutton
Christopher "Chris" Sutton é um ciclista australiano nascido a 10 de setembro de 1984 em Sydney. Passou a profissional em 2006 no seio da equipa Cofidis. A sua última temporada como profissional foi em 2015 com a Team Sky.
É filho de Garry Sutton, antigo ciclista profissional.

## Palmarés em estrada
2005
- Grande Prêmio della Liberazione

2006
- G. P. Cholet-Pays de Loire

2007
- 1 etapa do Circuito de la Sarthe
- Châteauroux Classic de l'Indre
- 1 etapa do Tour de Poitou-Charentes

2008
- Delta Tour Zeeland

2009
- 1 etapa da Volta à Grã-Bretanha
- 3 etapas do Herald Sun Tour

2010
- 1 etapa do Tour Down Under
- 1 etapa do Brixia Tour

2011
- Kuurne-Bruxelas-Kuurne
- 1 etapa da Volta a Espanha
- 1 etapa do Circuito Franco-Belga

## Resultados em Grandes Voltas
| Carreira        | 2008 | 2009 | 2010  | 2011  | 2012 | 2013 | 2014  | 2015 |
| --------------- | ---- | ---- | ----- | ----- | ---- | ---- | ----- | ---- |
| Giro d'Italia   | Ab.  | -    | 133.º | -     | -    | -    | 153.º | -    |
| Tour de France  | -    | -    | -     | -     | -    | -    | -     | -    |
| Volta a Espanha | -    | -    | -     | 163.º | -    | -    | -     | -    |

-: não participa

Ab.: abandono

## Palmarés em pista

### Copa do mundo
- 2.º na modalidade da americana em Melbourne 2008/2009 (com Cameron Meyer)

### Campeonatos da Oceania
2008
- 3.º na modalidade de scratch

### Campeonatos da Austrália
2004
- Campeonato da Austrália na carreira aos pontos

2005
- Campeonato da Austrália na modalidade americana com Chris Pascoe